# گاسپار ویللا
گاسپار ویللا (به اسپانیایی: Gaspar Vilela) (۱۵۲۵ – ۱۵۷۲) یک پرتغالی بود که در قرن شانزدهم و دوره سنگوکو به ژاپن وارد شد. عضو انجمن عیسی بود و جزو نخستین افرادی محسوب می‌شود که به عنوان مبلغ به تبلیغ مسیحیت در کیوتو، ژاپن پرداخت. وی در سال ۱۵۷۰ از ژاپن خارج شد و دو سال بعد در گوا در جنوب هندوستان به علت بیماری درگذشت.